# Jennifer Holland
Jennifer Holland (Chicago, Illinois; 9 de noviembre de 1987) es una actriz y modelo estadounidense de cine y televisión. Hizo su debut en 2004 en series como Drake & Josh y CSI: Miami, logrando reconocimiento cuando participó en Zombie Strippers (2008), lo que le permitió dar un salto e interpretar a Ashley en American Pie Presents: The Book of Love (2009) y trabajar en The Suicide Squad (2021) de James Gunn.

## Carrera
Holland hizo sus primeras apariciones cortas en televisión en series como Drake & Josh, Dante's Cove y CSI: Miami. En 2004 debutó en la película lanzada directamente a vídeo The Sisterhood de David DeCoteau, y al año siguiente en el telefilme House of the Dead 2.
Su rol más importante llegaría en 2009 cuando interpretó a Ashley en la séptima parte de la saga cómica American Pie, en la película American Pie Presents: The Book of Love. Tras diversas apariciones en otras series de televisión, participó en dos episodios de la segunda temporada de American Horror Story, titulada Asylum.
En 2017 protagonizó la serie limitada Sun Records, hasta que en 2019 volvió a participar en una cinta de mayor presupuesto, la película de terror y ciencia ficción Brightburn de David Yarovesky. En 2021 formó parte del elenco principal de la cinta de superhéroes de DC Films y Warner Bros Pictures, The Suicide Squad, interpretando a la asistente Emilia Harcourt. Cumpliendo el mismo rol, participa en la serie spin-off de la misma cinta, Peacemaker, la cual comenzó a emitirse el 13 de enero de 2022 por HBO Max.

## Vida personal
Holland tiene una relación con el director, productor y guionista estadounidense James Gunn desde el año 2015. Es fanática de los cómics y habla con fluidez inglés, alemán y español.

## Filmografía

### Cine
| Año  | Título                                  | Rol                     | Director(a)        |
| ---- | --------------------------------------- | ----------------------- | ------------------ |
| 2004 | The Sisterhood                          | Christine               | David DeCoteau     |
| 2005 | House of the Dead 2                     | Chica de la fraternidad | Michael Hurst      |
| 2008 | Zombie Strippers                        | Jessy                   | Jay Lee            |
| 2009 | American Pie Presents: The Book of Love | Ashley                  | John Putch         |
| 2011 | Level 26: Dark Revelations              | Simone (voz)            | Joshua Caldwell    |
| 2012 | All the Wrong Places                    | Jackie                  | Adam C. Sherer     |
| 2019 | Brightburn                              | Srta. Espenschied       | David Yarovesky    |
| 2021 | The Suicide Squad                       | Emilia Harcourt         | James Gunn         |
| 2022 | Black Adam                              | Emilia Harcourt         | Jaume Collet-Serra |
| 2023 | Shazam Fury Of The Gods                 | Emilia Harcourt         | David F. Sandberg  |
| 2023 | Guardianes de la Galaxia vol. 3         | Kwol                    | James Gunn         |

### Televisión
| Año  | Título                        | Rol                      | Notas                      |
| ---- | ----------------------------- | ------------------------ | -------------------------- |
| 2004 | Drake & Josh                  | Chica                    | 1 episodio                 |
| 2004 | Dante's Cove                  | Tina                     | 1 episodio                 |
| 2005 | CSI: Miami                    | Julie Gannon             | 1 episodio                 |
| 2008 | Assorted Nightmares: Janitor  | Kate                     | 1 episodio                 |
| 2009 | Cougar Town                   | Candee                   | 1 episodio                 |
| 2010 | Rizzoli & Isles               | Chica con bikini de foil | 1 episodio                 |
| 2010 | Days of Our Lives             | April                    | Rol principal, 2 episodios |
| 2011 | Bones                         | Nicole Twist             | 1 episodio                 |
| 2011 | Supah Ninjas                  | Melanie                  | 1 episodio                 |
| 2012 | American Horror Story: Asylum | Enfermera Blackwell      | 2 episodios                |
| 2013 | The Glades                    | Ashley Collins           | 1 episodio                 |
| 2014 | Perception                    | Lucy Halpern             | 1 episodio                 |
| 2016 | Rush Hour                     | Julia                    | 1 episodio                 |
| 2017 | Sun Records                   | Becky Phillips           | Rol principal, 8 episodios |
| 2019 | After Ray                     | Shala                    |                            |
| 2022 | Peacemaker                    | Emilia Harcourt          | 8 episodios                |

### Cortometrajes
- Interstate (2004)
- Murderabilia (2009)
- Beauty Juice (2019)